# Michel Kodjo
Pour les articles homonymes, voir Kodjo (homonymie).
Michel Kodjo , né en 1935 à Soumier-Bia dans la préfecture d'Aboisso, est le plus ancien des artistes peintres réputés de Côte d'Ivoire. Il est le fils Kodjo Kacou, un planteur de la région d'Aboisso. Il est apparenté à Amon Adingra, roi du Sanwi de l'époque. Il est le premier peintre ivoirien à avoir présenté une exposition individuelle à Abidjan, avant l'indépendance du pays, en 1957. Michel Kodjo est décédé dans la nuit du 23 au 24 mars 2021, à la suite d'un malaise, à son domicile à Grand-Bassam.

## Biographie
Michel Kodjo a suivi les cours primaires à l'Ecole Primaire Supérieure d'Aboisso et à Abidjan de 1945 à 1950. Il a continué ses études à l'Ecole de Menuiserie de Treichville de 1950 à 1952. Après la menuisierie, il s'est intéressé et à la peinture et travaille au Service de l'Information en 1954. Il a réalisé sa première exposition en 1957 à l'Hôtel de Ville d'Abidjan . 
Après cette exposition, il a bénéficié d'une bourse d'études qui lui permit de suivre les cours de l’École des arts décoratifs de Nice  de 1959 à 1961. Il a obtenu le Premier Prix de Dessin et de Décoration de la Ville de Nice en 1964. Il a également fréquenté l’École des beaux-arts  de Clermont-Ferrand. En 1968, et obtenu son Certificat d'Aptitude à une Formation Artistique Supérieure. Il devint alors professeur de Dessin au lycée Moderne de Grand-Bassam.
Ses œuvres ont été exposées à Paris et à New York.
Depuis 1970, son atelier est installé à Grand-Bassam, à 40 km de la capitale, dans le quartier France ou vivent beaucoup d'artistes, peintres, sculpteurs ou musiciens. Son atelier regorge, par ailleurs, de masques d'une grande beauté issus de toute l'Afrique.
Le style de sa peinture est empreint de mysticisme et de méditation.